# Aversa
Aversa város (közigazgatásilag comune) Olaszország Campania régiójában, Caserta megyében. Az aversai mezőgazdasági vidék központja, amely elsősorban borairól és sajtjairól híres. A városban székel a Nápolyi Egyetem Építészeti Kara és az Aversai egyházmegye püspöke.

## Fekvése
A megye déli részén fekszik, mintegy 15 km-re északra Nápolytól. Határai: Carinaro, Casaluce, Cesa, Frignano, Giugliano in Campania, Gricignano di Aversa, Lusciano, San Marcellino, Sant’Antimo, Teverola és Trentola-Ducenta.

## Története
Aversa a gótok itáliai inváziója során elpusztított ősi Atella városa mellett alakult ki és egyike volt az első dél-itáliai normann településeknek. 1030-ban Rainulf Drengolt birtoka lett, akit IV. Sergius nápolyi herceg nevezett ki grófnak, amit II. Konrád német-római császár is megerősített. A város, miután a vidék üldözöttei számára menedéket nyújtott, gyorsan növekedett és az egyik legfontosabb település lett, amelyből a normannok felügyelték a Szicíliai Királyság létrejöttét. A város első erődítményeit Robert Guiscard építette, ugyancsak az ő idejében nevezték ki a város első püspökét Guitmondot, egykori bencés apátot, híres teológust.
I. Richárd, aversai gróf vezetésével 1053-ban a Civitella del Fortore-i csatában a normannok leverték a pápai állam seregeit. Sőt IX. Leó pápát is sikerült fogságba ejteniük. A gróf azonban nem tekintette fogolynak a pápát, hanem katonai kíséret mellett visszaküldte Rómába. Ennek a diplomáciai gesztusnak következtében a normannok és a katolikus egyház megbékéltek és a korábban Aversára kivetett pápai átkot is feloldották.
A normannokat az Anjou-ház uralkodói követék a nápolyi trónon, minek következtében Aversa jelentősége számottevően lecsökkent és elsősorban királyi vadászbirtok lett. I. Johanna nápolyi királynő Aversát tette meg székhelyéül. A nápolyi trónra igényt tartó nemesek 1345-ben megölték a királynő férjét I. Endre herceget, I. Lajos magyar király öccsét. Ez kiváltotta a magyar király haragját, aki seregeinek élén 1348-ban elfoglalta Aversát, I. Johannát menekülésre kényszerítve Avignonba, s a merénylettel jogtalanul vádolt Durazzói Károlyt lefejeztette.
A város történetének egy másik fontos állomása az 1860-as volturnói csata, amelyben Giuseppe Garibaldi és csapatai végső csapást mértek Két Szicília Királyságának seregeire és egyesítették az újonnan létrehozott Olasz Királysággal.

## Népessége
A népesség számának alakulása:

## Főbb látnivalók
Aversát a „száz templom városának” is nevezik, a számos templom után, amely a kiterjedt belvárosát tarkítja:
- A duomo (dóm) román stílusban épült Szent Pál tiszteletére a 11. század végén. Érdekessége a nyolcszögletű kupolája valamint a hatalmas kerengője. Belső díszítései közül említésre méltó Francesco Solimena Madonna festménye, valamint Angiolillo Arcuccio Szent Sebestyén mártírhalálát ábrázoló festménye. Ugyanakkor figyelemreméltó Sárkányölő Szent György szobra, valamint az egyházi kincstár.
- San Francesco delle Monache – barokk stílusban épült templom
- Ospedale Psichiatrico Santa Maria Maddalena – Joachim Murat által 1813-ban alapított kórház épülete
- Real Casa dell’Annunziata – a 14. század elején alapított árvaház épülete
- San Lorenzo bencés kolostor – a 10. században építették, érdekessége a hatalmas reneszánsz kerengő
- Santa Maria a Piazza -10. századi templom, amelyet Giotto tanítványainak festményei díszítik.
- Porta Napoli – egy hatalmas boltív, amely összeköti a Real Casa dell'Annunziatat az azonos nevű templom harangtornyával. Az impozáns építmény a város egyik jelképe.

## Testvérvárosok
- Pratola Serra, Olaszország (2010)
- Alife, Olaszország (2010)